# Zelfde deur, 20 jaar later
Zelfde deur, 20 jaar later is een Vlaams humaninterestprogramma van productiehuis Woestijnvis op Eén. Het eerste seizoen liep in het najaar van 2018, een tweede werd uitgezonden in het najaar van 2020.

## Concept
In 1998 doorkruiste Martin Heylen Vlaanderen in rechte lijn van Ophoven naar Mariakerke voor zijn rubriek in Man bijt hond.  In huizen waar de lijn doorheen sneed belde hij aan en registreerde hij het dagelijkse leven van de bewoners.
In Zelfde deur, 20 jaar later gaat hij op zoek naar de mensen die hij toen interviewde om te zien wat er van hen geworden is.

## Afleveringen

### Seizoen 1
| Afl. | Uitzenddatum      | Kijkcijfers |
| ---- | ----------------- | ----------- |
| 1    | 6 september 2018  | 986.572     |
| 2    | 13 september 2018 | 1.074.509   |
| 3    | 20 september 2018 | 915.419     |
| 4    | 27 september 2018 | 926.637     |
| 5    | 4 oktober 2018    | 982.396     |
| 6    | 11 oktober 2018   | 1.005.388   |
| 7    | 18 oktober 2018   | 1.006.893   |
| 8    | 25 oktober 2018   | 995.448     |

### Seizoen 2
| Afl. | Uitzenddatum      | Kijkcijfers |
| ---- | ----------------- | ----------- |
| 1    | 28 september 2020 | 980.792     |
| 2    | 5 oktober 2020    | 922.529     |
| 3    | 12 oktober 2020   | 978.619     |
| 4    | 19 oktober 2020   | 984.626     |
| 5    | 26 oktober 2020   | 1.069.161   |
| 6    | 2 november 2020   | 1.081.406   |
| 7    | 9 november 2020   | 1.095.140   |
| 8    | 16 november 2020  | 1.032.505   |
| 9    | 23 november 2020  | 1.141.599   |
| 10   | 30 november 2020  | 1.120.728   |

## Special
Op 22 april 2019 zond de VRT een speciale aflevering uit onder de naam Zelfde deur, zoveel jaar later in het kader van het dertigjarig bestaan van Kom op tegen Kanker.  In deze aflevering zocht Martin Heylen mensen op die in de voorbije dertig jaar hun verhaal over kanker deelden en praatte hij met patiënten en nabestaanden over de moeilijkste tijd in hun leven. Er keken 626.618 mensen naar deze aflevering.

## Prijzen en nominaties
In 2018 werd Zelfde deur, 20 jaar later genomineerd voor De HA! van Humo. De prijs ging dat jaar naar Taboe met Philippe Geubels.